# Rosario de Vivanco
María del Rosario de Vivanco Roca (Distrito de Lobitos, 3 de julio de 1949), llamada también Choco de Vivanco, es una nadadora peruana. Fue discípula de Walter Ledgard.

## Carrera deportiva
Compitió en los Juegos Olímpicos de 1964, donde fue la primera deportista peruana y la más joven (con 15 años y 102 días) en integrar una delegación olímpica, y los Juegos Olímpicos de 1968.
También participó en el Campeonato Sudamericano de Natación de 1966, donde ganó la prueba de 200 m libre.
En 2004 obtuvo dos récords mundiales, en la prueba de 200 metros libres (2 minutos y 31 segundos) y 400 metros libres, y el  título mundial en la prueba de los 50 metros libres (30 segundos y 85 centésimas) durante el Campeonato Mundial Master de Natación en Riccione. Ese mismo año ganó una medalla de oro y estableció un nuevo récord mundial en la prueba de 50 metros libre (29 segundos 86 centésimas) en el IV Campeonato Sudamericano de Natación Masters que se desarrolló en la piscina olímpica del Campo de Marte en Lima. Además obtuvo su novena medalla de oro y segundo récord mundial en 100 metros libre en la categoría 55-59 años con un tiempo de 1 minuto, 7 segundos y 29 centésimas.
Desde 2012 forma parte del Salón de la Fama del Deporte Peruano, reconocimiento otorgado por el Comité Olímpico Peruano, junto a otros grandes del deporte peruano como Lolo Fernández, Luisa Fuentes, Edwin Vásquez Cam o Cecilia Tait.